# Emigración europea
La migración europea es el movimiento de personas oriundas de Europa hacia otros continentes. Fue un fenómeno específicamente intenso en la época colonial, durante las guerras y dictaduras europeas, debido a los aumentos demográficos de la población en la región y a las crisis económicas, hambrunas, represión política y otras dificultades presentes en el continente en aquella época. La inversión de estos factores en Europa Occidental han cambiado el signo de la balanza migratoria, siendo esta zona en la actualidad una importante receptora de inmigrantes. 
Muchos emigraron en busca de aventura, trabajo y, en general, de un ascenso económico para conseguir mayores expectativas para el futuro. Varios de ellos se establecieron de manera definitiva en las nuevas tierras, crearon naciones nuevas y trasladaron la cultura y parte del acervo de Europa.

## Historia

### En América

#### Período colonial
- Brasil: 500 000[38] -1 000 000 portugueses.[39]
- América anglosajona: 400 000-1 000 000 británicos, alemanes y franceses.[40]
- Hispanoamérica: 750 000 españoles y en menor número franco-italianos. Las principales zonas de recepción en esa época eran Colombia, México, Perú. La tasa de retorno en todas las colonias era de cerca del 10 % de los llegados a lo que hay que sumarle un 10 % que solo viajaba para trabajar en la temporada de cosechas.[41]

#### Desde elsigloXIX
Durante el siglo XIX y hasta la primera mitad del siglo XX, Europa fue el escenario de una emigración masiva. Por falta de trabajo y por la miseria en que vivían, millones de habitantes de los países que hoy conforman la Unión Europea (UE) partieron a otros continentes, especialmente a América. Estas personas eran originarias en su mayoría de Alemania, Irlanda, Reino Unido, Polonia, Italia, Francia, España y Portugal. 
El perfil del emigrante durante los siglos XIX y XX era el del campesino u obrero, pero en años recientes se han ido de Europa especialmente jóvenes profesionales. Entre 1993 a 2006 se registraron más de 300 000 emigraciones en Alemania. De estas, 160 000 tuvieron lugar entre 2004 y 2006 representando un aumento de un 60 % en comparación con las cifras de 1990. Esta información se basa en los datos de aquellas personas que se registraron oficialmente como emigradas, por lo que varios expertos suponen que el número real de emigrantes alemanes es de unos 250 000 por año.

##### Estados Unidos y Canadá
| Inmigración no esclava a América: Principalmente europea y en mucho menor medida asiática. |           |            |
| Destino                                                                                    | 1500-1820 | 1821-1998  |
| Brasil                                                                                     | 500 000   | 4 500 000  |
| Hispanoamérica                                                                             | 475 000   | 6 500 000  |
| Caribe                                                                                     | 450 000   | 2 000 000  |
| Canadá                                                                                     | 30 000    | 6 395 000  |
| EEUU                                                                                       | 718 000   | 53 150 000 |
| Total                                                                                      | 2 173 000 | 72 545 000 |

Estados Unidos ha sido el destino mayoritario de los inmigrantes europeos. Así, entre 1815 y 1860 llegaron cinco millones de personas originarias de Europa a ese país y entre 1860 y 1920 ingresaron otros 27 millones. Entre 1840 y 1920 inmigraron seis millones de alemanes, 4,75 millones de irlandeses, 4,5 millones de italianos, 4,2 millones de ingleses, galeses y escoceses, 4,2 millones del Imperio austrohúngaro, 2,3 millones desde Escandinavia y 2,3 millones del Imperio Ruso (particularmente lituanos católicos, polacos y judíos). Entre 1855 y 1890 llegaron 8 millones de europeos, entre 1905 y 1914 unos nueve millones. En 1907 ingresaron un millón doscientos mil inmigrantes, el mayor ingreso anual. Entre 1874 y 1888 llegaron 5 881 000 inmigrantes y entre 1904 y 1935 16 878 000. Cerca de 370 000 suecos, daneses y noruegos emigraron a Estados Unidos entre 1850 y 1875.
A comienzos del siglo XX, Nueva York contaba con la tercera comunidad germanófona a nivel mundial tras Berlín y Viena.
Por otra parte, cerca de 10 millones de europeos ingresaron a Canadá, pero por las condiciones climáticas y económicas unos cinco millones de personas fueron a Estados Unidos.

##### América Latina
Los europeos generaron un número importante de emigrados hacia América Latina que albergan un número considerable de hijos y nietos de estos europeos. Las formas y costumbres ibéricas aún hoy se comparten en esos países.
En Argentina, unos 6,5 millones de personas, mayoría italianos y españoles (2 millones hasta 1900), cerca de cuatro millones terminó por establecerse permanentemente. Cerca de 3,2 millones entre 1903 y 1914. Entre 1861 y 1870 ingresaron 76 mil inmigrantes, entre 1871 y 1880 85 mil y entre 1881 y 1890 unos 841 000. De los inmigrantes que se establecen de forma permanente en el país 2 millones son italianos y 1 400 000 españoles, la mayoría de los inmigrantes se establecen en Buenos Aires, Rosario, las provincias de Santa Fe, Córdoba, Entre Ríos, y La Pampa, y el litoral. Los años de mayor recepción fueron 1873 (48 000 inmigrantes), 1885 (175 000), 1889 (219 000), 1906 (253 000), 1912 (323 000).
En Uruguay, hasta 1 000 000 de europeos migraron al país[cita requerida] pero solo el 60 % de se quedó. Los italianos fueron cerca de 350 000 aunque solo la mitad se quedó (20 000 entre 1830 y 1850, 25 000 en la década del 1850, 90 000 entre 1860 y 1880, 110 000 entre 1881 y 1914, y 15 000 desde el inicio de la Primera Guerra Mundial a 1920).[cita requerida] Entre 1946 y 1958 ingresan al Uruguay 37 043 españoles, aunque 9895 vuelven a su país.
Otro gran receptor de inmigrantes ha sido Brasil, donde llegaron unos cinco millones de europeos entre 1860 y 1920, (un millón hasta 1900) cerca de 2-4 millones se establecen permanentemente.
Por su parte, en Chile, durante el siglo XIX se produjeron inmigraciones de origen europeo donde destacaron en primer orden la alemana con 300 000 personas, principalmente traídos para la colonización alemana en el sur de Chile, la inmigración croata con 300 000 personas, que llegaron a su pico antes de la Primera Guerra Mundial y española. En segundo orden la inmigración francesa, con 25 000 colonos, llegando a ser 30.000 franco-chilenos a fines del siglo XIX. Le siguen la inmigración italiana e inglesa con 500 000, principalmente en ciudades costeras. Durante principios del siglo XX llegó una tercera oleada de españoles que huía de la guerra civil española, principalmente catalanes pero también vascos franceses y españoles. Se estima que entre 1882 y 1932 llegaron 726.000 inmigrantes europeos a Chile.
La parte septentrional de América del Sur atrajo a Venezuela, entre 1874 y 1888, 26 000 europeos, y entre 1905 y 1930 ingresaron otros 300 000. En los años 1950s atrajo a más de un millón más. Se calcula que más 2 millones de venezolanos tienen un reciente antepasado italiano. Entre 1948 y 1961, ingresaron a Venezuela 920.000 inmigrantes, principalmente españoles, italianos y portugueses, cuando el país apenas contaba con entre 5 y 7 millones de habitantes. Las principales comunidades de inmigrantes del Viejo Continente son la italiana, la española y la portuguesa. 
En la vecina Colombia, durante el siglo XIX se establecieron 15 000 españoles y en el siguiente otros 70 000 más, se estima que más de 3 millones de colombianos son de origen vasco, asentados mayoritariamente en la Región Andina del país. Los italianos son el segundo grupo europeo con mayor presencia, la convención de migración italiana por el mundo reportó un número de descendientes de más de 2 millones principalmente en la Región Caribe. Otro grupo importante para la industria y la modernización de Colombia fueron los alemanes, pero en números más reducidos, asentados principalmente en los departamentos de Santander y Norte de Santander, conocidos por fundar la segunda aerolínea más antigua del mundo en 1919 llamada actualmente Avianca y por fundar otras empresas importantes dentro de la sociedad colombiana. En el mismo periodo, ingresaron a Perú cerca de 150 000 inmigrantes europeos. Los inmigrantes que llegaron incluyeron 12 000 alemanes, y 28 000 italianos. El número de franceses en Perú fue de 1654 en 1854, 1192 en 1875, 2266 en 1895 y 3800 en 1907.
En América Central se documenta la llegada de europeos en Costa Rica desde la segunda mitad del siglo XIX y la segunda del siglo XX, en las décadas 1880 y 1890 los inmigrantes europeos fueron el grupo geográfico más numeroso en Costa Rica representando 4 de cada 10 inmigrantes cuando la población total inmigrante fue de alrededor 2-3%, sin embargo su cúspide numérica se calcula en las primeras décadas del siglo 20 cuando la inmigración estuvo en aumento llegando a su pico 10% e 1927 (por lo menos entre 1864 y 1969) y los europeos representaban entre un quinto y un tercio de los inmigrantes en el país, para alrededor de 1920 vivían cerca de 2,000 españoles además de miles de Italianos,  así como de otras nacionalidades, especialmente de Francia y Polonia. Para esa época la población costarricense no superaba el medio millón de personas, por lo que la entrada de los inmigrantes europeos contribuyó notablemente al desarrollo del país, con la construcción de infraestructura o el establecimiento de importantes poblados como San Vito; fundado por italianos. Por otro lado, también se tiene certeza que Guatemala poseía la mayor comunidad alemana de Centroamérica con 8 000 alemanes, y Nicaragua tuvo históricamente la mayor comunidad británica, además hubo multitud de europeos que entraron a Panamá durante la construcción francesa del Canal. En El Salvador la inmigración ha estado presente desde mediados del siglo XIX, comenzando con la inmigración judía sefardí proveniente de España y judíos de Europa central y meridional (principalmente de Alemania, Italia, Suiza y Francia) durante la Segunda Guerra Mundial 
En lo que respecta a las islas del Caribe, Cuba acogió cerca de 750 000 europeos en el siglo XIX y 529 000 durante el siglo siguiente. En total unos 600 000 europeos se establecieron en Cuba. En Puerto Rico hasta 1898 habían ingresado 10 mil españoles.

### En otras regiones
En Australia atrajo unos 3,5 millones europeos entre 1850 y 1950. Un millón eran británicos. Entre 1788 y 1867 162 000 convictos de ambos géneros, desde los siete años de edad, desde Inglaterra e Irlanda, 80 000 a Nueva Gales del Sur, 67 000 a Tierra de Van Diemen, 9600 al oeste australiano y el resto a bahía de Moreton y la Isla Norfolk. Nueva Zelanda, por su parte, atrajo entre 1840 y 1852 unos 18 000 británicos que se establecieron en las islas, solo en 1874 llegaron 38 000 inmigrantes, durante toda esa década unas 140 000 personas llegaron al país, pero la inmigración disminuyó entre 1881 y 1900 a solo 40 000. Entre 1900 y 1915 ingresaron 120 000 más. Durante la Primera Guerra Mundial esta cayó a solo 3000 durante todo el conflicto. Posteriormente el mayor ingreso de inmigrantes se produjo en 1935 con 10 000 inmigrantes.
Cerca de un millón de neerlandeses emigró a Indonesia entre 1600 y 1900, pero la mayoría retornó al poco tiempo.
En África, Sudáfrica acogió cerca de un millón de europeos.

## Población descendiente de europeos en el mundo
En cuanto a los inmigrantes, en su mayoría procedian de los siguientes países: Alemania, Italia, España, Portugal, Reino Unido, Francia, Irlanda, Polonia y Escandinavia.
En el mundo hay cerca de 160 millones de personas de ascendencia directamente alemana (incluyendo 71 millones en la propia Alemania). Desde el siglo XVIII a la primera mitad del siglo XX cerca de ocho millones de alemanes emigraron a los Estados Unidos. En el siglo XXI, 42.8 millones (15,2 %) de los estadounidenses se declara como de origen alemán, formando el grupo étnico más numeroso y mayoritario en 23 de los 50 estados del país. Otros alemanes fueron a Brasil (más de 270 mil), Argentina (250 mil), Chile (más de 80mil), Guatemala (8 mil), entre otros. Además otros emigraron a Sudáfrica y Australia. También es notable la presencia en Venezuela, en localidades como la Colonia Tovar, la colonia agrícola de Turen y El Jarillo. El 8 de septiembre de 1529 Ehinger fundó la colonia de Nueva Núremberg (en alemán: Neu-Nürnberg), y/o Nueva Ulma (Neu Ulm) hoy día conocida como Maracaibo.
Con origen en la península ibérica, los portugueses son cerca de 15 a 46 millones (10 millones en Portugal). Entre 1500 y 1920 cerca de tres millones de portugueses se instalaron en la rica colonia de Brasil, teniendo 40 millones de descendientes. En Estados Unidos hay otro millón de descendientes. Venezuela es la segunda colonia mundial de portugueses en el mundo. Así mismo, hay entre 100 y 135 millones de descendientes directos de españoles (40 millones en España) en todo el mundo. Unos 4,6 millones de españoles emigraron a América entre 1846 y 1932, Argentina (1,9 millones), Brasil (750 mil) y, en menor número, a Uruguay, Estados Unidos y Cuba. Otros 350 mil españoles fueron a Venezuela y 50 mil a Chile.
Venezuela cuenta con la segunda comunidad española de América, por detrás de Argentina; la cuarta comunidad italiana del continente, solo superada por Estados Unidos, Brasil y Argentina; y la segunda comunidad portuguesa, superada solo por Brasil. Cerca de un millón de españoles huyó tras la guerra civil española: la mitad se instaló en Francia; por su parte, a México, debido a la misma guerra, llegaron aproximadamente 25 000 refugiados. En el siglo XIX se fueron 94 mil a Argelia y 250 mil a Marruecos. Cabe destacar que Argentina y Venezuela poseen la mayor colonia de españoles, solo superados por la de Francia, país que también ha sido origen de inmigrantes. 
Por otro lado, se estima que hay cerca de 100 a 130 millones de personas de ascendencia directa francesa (53 millones en Francia. Cerca de 1 millón fue a Estados Unidos, 900 mil a Canadá, 30 mil en Cuba, Argelia (150 mil, siendo expulsados cerca de un millón de descendientes tras la guerra de independencia). Por su parte, se calcula que en la propia Francia residen hoy 12 millones de personas con origen en el sur y este de Europa, en el Magreb y en África occidental). 
En el planeta hay cerca de 120 a 140 millones de personas de ascendencia directamente italiana (56 millones en Italia). El número de emigrantes entre la segunda mitad del siglo XIX y la primera mitad del siglo XX llegó a más de 10 millones. De estos, unos cuatro millones fueron a los Estados Unidos, otros tres millones a Argentina, 1,6 millones a Brasil, un millón a Francia y varios cientos de miles a Uruguay, Venezuela y otros países de Latinoamérica, en los cuales siguen existiendo un considerable número de colonias italianas. En el censo nacional realizado en el año 2000, más de 15,7 millones de estadounidenses declararon ser de origen italiano. Se estima que entre 1820 y 1920 más de cuatro millones de italianos emigraron a Estados Unidos.
Los británicos por su parte son cuartos en el escalafón de principales orígenes de los estadounidenses. Hay cerca de 90 millones de ingleses en el mundo (la mitad en Inglaterra). Entre 1700 y 1950 más de un millón emigraron a Australia, a Estados Unidos fueron otros 3,5 millones y a Canadá otro millón, 500 mil a Chile. Así mismo, los galeses son cerca de 16 millones de personas (3 millones en Gales). Hay comunidades descendientes de galeses en Estados Unidos, Canadá, Australia, Argentina, Venezuela y Chile.
Un caso especial es el de los irlandeses. Hay entre 70 y 80 millones en el mundo (pero menos de cinco millones en Irlanda). Desde el siglo XVIII y hasta 1950 migraron cerca de 4,5 millones de irlandeses a Estados Unidos, un millón a Sudáfrica, 345 mil a Australia, y 52 mil a Argentina. Entre uno y dos millones emigraron por la hambruna entre 1846 y 1851. Una situación similar es la de los escoceses, quienes son cerca de 30 millones (solo 4,5 millones en Escocia). Casi un millón emigró hacía Europa continental, Inglaterra, Estados Unidos y Canadá entre el siglo XVIII y el siglo XX.
En cuanto a los polacos, hay 60 millones en todo el mundo (38 millones en Polonia). Cerca de tres millones fueron a Rusia y más de un millón a Francia, y otro tanto a Estados Unidos, a lo largo del siglo XIX y la primera mitad del siglo XX.
Los países nórdicos también han contado con importantes flujos emigratorios. Los suecos son cerca de 12 millones (nueve millones en Suecia). La mayoría concentrándose en Estados Unidos y Canadá; los noruegos son cerca de 12 millones (cuatro millones en Noruega); los fineses son cerca de ocho millones (cinco en Finlandia). En cuanto a los daneses, estos son cerca de ocho millones (cinco millones en Dinamarca), y hay grandes comunidades en Estados Unidos, Australia, Canadá, Argentina y Brasil.